# Magia (пісня)
«Magia» (укр. «Магія») — перший сингл колумбійської співачки Шакіри з однойменного альбому, випущений 21 грудня 1990 року лейблом Sony Music. Пісня не досягла комерційного успіху.

## Відеокліп
Кліп знятий у Колумбії наприкінці 1989 року.